# Джерулл, Ник
Ник Джеру́лл (англ. Nick Jerulle) — американский кёрлингист.
В составе мужской сборной США участник и серебряный призёр чемпионата мира 1962. Двукратный чемпион США среди мужчин. Кроме Ника Джерулла, остальная команда была «семейная» — в неё входили Фран Клеффман, его сын Терри Клеффман и его зять Дик Браун.
Играл на позиции первого.

## Достижения
- Чемпионат мира по кёрлингу среди мужчин: серебро (1962).
- Чемпионат США по кёрлингу среди мужчин: золото (1959, 1962).

## Команды
| Сезон   | Четвёртый | Третий         | Второй        | Первый      | Турниры             |
| ------- | --------- | -------------- | ------------- | ----------- | ------------------- |
| 1958—59 | Дик Браун | Терри Клеффман | Фран Клеффман | Ник Джерулл | ЧСША 1959           |
| 1961—62 | Дик Браун | Терри Клеффман | Фран Клеффман | Ник Джерулл | ЧСША 1962 · ЧМ 1962 |

(скипы выделены полужирным шрифтом)